# Vitry-lès-Nogent
Vitry-lès-Nogent ist eine französische Gemeinde mit 217 Einwohnern (Stand: 1. Januar 2022) im Département Haute-Marne in der Region Grand Est. Sie gehört zum Arrondissement Chaumont und zum Kanton Nogent. Die Bewohner werden Vitryers und Vitryères genannt.

## Geografie
Die Gemeinde Vitry-lès-Nogent liegt in einem Seitental der Traire, 19 Kilometer nördlich von Langres und 19 Kilometer südöstlich von Chaumont. Im Süden hat die Gemeinde einen Anteil an einem Windpark. Sie ist umgeben von folgenden Nachbargemeinden:
|           | Nogent                                      |                    |
| Thivet    | Kompassrose, die auf Nachbargemeinden zeigt | Poinson-lès-Nogent |
| Rolampont |                                             | Dampierre          |

## Bevölkerungsentwicklung
| Jahr                      | 1962 | 1968 | 1975 | 1982 | 1990 | 1999 | 2008 | 2019 |
| ------------------------- | ---- | ---- | ---- | ---- | ---- | ---- | ---- | ---- |
| Einwohner                 | 199  | 171  | 134  | 131  | 124  | 122  | 174  | 204  |
| Quelle: Cassini und INSEE |      |      |      |      |      |      |      |      |

## Sehenswürdigkeiten

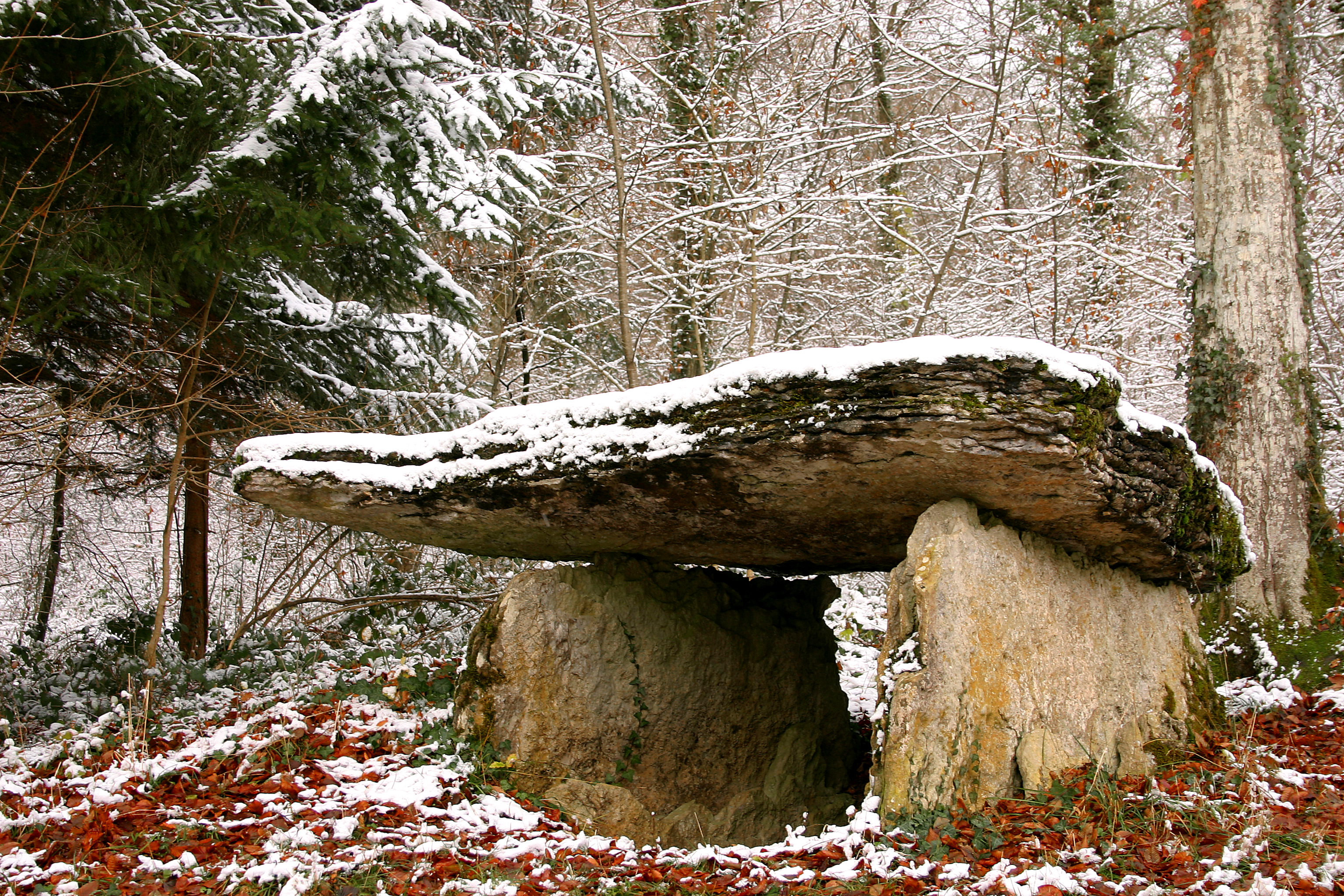
Dolmen La Pierre-Alot

- Dolmen La Pierre-Alot im Wald namens Bois de Lardigny, seit 1889 als Monument historique klassifiziert